# Beatrice d'Aviz (duchessa di Viseu)
Beatrice di Aviz o Beatrice del Portogallo (in portoghese: Beatriz de Portugal, Duquesa de Viseu; 13 giugno 1430 – 1506) è stata una principessa portoghese, duchessa consorte del duca di Beja dal 1453 al 1470 e di Viseu dal 1460 al 1470.
Era figlia di don Giovanni del Portogallo e di Isabella di Braganza, nipote di Giovanni del Portogallo, cioè figlia del suo fratellastro, il futuro duca di Braganza, Alfonso, e di Beatriz Pereira de Alvim.

## Biografia
Nel 1442, Beatrice rimase orfana di padre.
Nel 1447, sposò Ferdinando del Portogallo (1433-1470), figlio quintogenito del re del Portogallo Edoardo  I e di Eleonora (1402 – 1445). Ferdinando, al momento del suo matrimonio, era l'erede al trono del Portogallo, essendo il fratello del re, Alfonso V detto l'Africano che, al momento, non aveva alcuna discendenza.
Nello stesso anno sua sorella Isabella divenne regina consorte di Castiglia e León sposando, il 17 agosto del 1447 a Madrigal de las Altas Torres, il re di Castiglia e León, Giovanni II e la loro figlia, Isabella di Castiglia, la futura regina detta la Cattolica, fu sua nipote.
Sua cognata, Eleonora del Portogallo (1434-1467), sposò, nel 1452, l'imperatore del Sacro Romano Impero, Federico III.
Nel 1460, alla morte dello zio Enrico il Navigatore, il marito Ferdinando, che da Enrico era stato adottato, ereditò il titolo e le rendite del ducato di Viseu.
Beatrice rimase vedova ed aiutò il figlio Diego (1452 – 1484) nella gestione dell'Ordine del Cristo di cui era diventato Gran Maestro.
Dopo che il cognato Alfonso V, aspirante al trono di Castiglia, era stato sconfitto il nella battaglia di Toro (1º marzo 1476) da Isabella di Castiglia e da Ferdinando II di Aragona e che questi, nel 1477, non aveva trovato l'accordo con il re di Francia Luigi XI, Beatrice intervenne per porre termine alla guerra tra Portogallo e Castiglia e, trattando con la nipote Isabella, giunse alla pace di Alcáçovas (Viana do Alentejo) il 4 settembre del 1479.

## Ascendenza
|                           |                           |                                            | Genitori                                 |  |  | Nonni |  |  | Bisnonni               |  |  | Trisnonni           |  |
|                           |                           |                                            |                                          |  |  |       |  |  | Pietro I di Portogallo |  |  | Alfonso IV l'Ardito |  |
|                           |                           |                                            |                                          |  |  |       |  |  | Pietro I di Portogallo |  |  | Alfonso IV l'Ardito |  |
|                           |                           | Beatrice di Castiglia                      |                                          |  |  |       |  |  | Pietro I di Portogallo |  |  |                     |  |
| Giovanni I del Portogallo |                           |                                            |                                          |  |  |       |  |  | Pietro I di Portogallo |  |  |                     |  |
|                           |                           | Teresa Lourenço                            | Lourenço Martins                         |  |  |       |  |  |                        |  |  |                     |  |
|                           |                           | Teresa Lourenço                            | Lourenço Martins                         |  |  |       |  |  |                        |  |  |                     |  |
|                           |                           | Teresa Lourenço                            | Maria de Lourdes Gil                     |  |  |       |  |  |                        |  |  |                     |  |
| Giovanni d'Aviz           |                           | Teresa Lourenço                            |                                          |  |  |       |  |  |                        |  |  |                     |  |
|                           |                           | Giovanni Plantageneto, I duca di Lancaster | Edoardo III d'Inghilterra                |  |  |       |  |  |                        |  |  |                     |  |
|                           |                           | Giovanni Plantageneto, I duca di Lancaster | Edoardo III d'Inghilterra                |  |  |       |  |  |                        |  |  |                     |  |
|                           |                           | Giovanni Plantageneto, I duca di Lancaster | Filippa di Hainaut                       |  |  |       |  |  |                        |  |  |                     |  |
| Filippa di Lancaster      |                           | Giovanni Plantageneto, I duca di Lancaster |                                          |  |  |       |  |  |                        |  |  |                     |  |
|                           |                           | Bianca di Lancaster                        | Enrico Plantageneto, I duca di Lancaster |  |  |       |  |  |                        |  |  |                     |  |
|                           |                           | Bianca di Lancaster                        | Enrico Plantageneto, I duca di Lancaster |  |  |       |  |  |                        |  |  |                     |  |
|                           |                           | Bianca di Lancaster                        | Isabella di Beaumont                     |  |  |       |  |  |                        |  |  |                     |  |
| Beatrice d'Aviz           |                           | Bianca di Lancaster                        |                                          |  |  |       |  |  |                        |  |  |                     |  |
|                           | Giovanni I del Portogallo | Pietro I di Portogallo                     |                                          |  |  |       |  |  |                        |  |  |                     |  |
|                           | Giovanni I del Portogallo | Pietro I di Portogallo                     |                                          |  |  |       |  |  |                        |  |  |                     |  |
|                           | Giovanni I del Portogallo | Teresa Lourenço                            |                                          |  |  |       |  |  |                        |  |  |                     |  |
| Alfonso I di Braganza     | Giovanni I del Portogallo |                                            |                                          |  |  |       |  |  |                        |  |  |                     |  |
|                           |                           | Inês Pires                                 | Pero Esteves                             |  |  |       |  |  |                        |  |  |                     |  |
|                           |                           | Inês Pires                                 | Pero Esteves                             |  |  |       |  |  |                        |  |  |                     |  |
|                           |                           | Inês Pires                                 | Mecia Annes                              |  |  |       |  |  |                        |  |  |                     |  |
| Isabella di Braganza      |                           | Inês Pires                                 |                                          |  |  |       |  |  |                        |  |  |                     |  |
|                           |                           | Nuno Álvares Pereira                       | Álvaro Gonçalves Pereira                 |  |  |       |  |  |                        |  |  |                     |  |
|                           |                           | Nuno Álvares Pereira                       | Álvaro Gonçalves Pereira                 |  |  |       |  |  |                        |  |  |                     |  |
|                           |                           | Nuno Álvares Pereira                       | Iria Gonçalves do Carvalhal              |  |  |       |  |  |                        |  |  |                     |  |
| Beatrice Pereira de Alvim |                           | Nuno Álvares Pereira                       |                                          |  |  |       |  |  |                        |  |  |                     |  |
|                           |                           | Leonora de Alvim                           | João Péres de Alvim                      |  |  |       |  |  |                        |  |  |                     |  |
|                           |                           | Leonora de Alvim                           | João Péres de Alvim                      |  |  |       |  |  |                        |  |  |                     |  |
|                           |                           | Leonora de Alvim                           | Branca Péres Coelho                      |  |  |       |  |  |                        |  |  |                     |  |
|                           |                           | Leonora de Alvim                           |                                          |  |  |       |  |  |                        |  |  |                     |  |

## Figli
Beatrice a Ferdinando diede nove figli di cui cinque arrivarono all'età adulta:
- Giovanni di Viseu (1448 - 1472), successore del padre nel ducato di Viseu
- Diego I di Viseu (1450 - 1484), successore del fratello nel ducato di Viseu, assassinato
- Duarte (? - ?)
- Dionisio (? - ?);
- Simone (? - ?);
- Eleonora di Viseu (1458 - 1525), sposò il cugino primo e nipote Giovanni II;
- Isabella di Viseu (1459 - 1521), sposò il duca Ferdinando II di Braganza;
- Manuele l'Avventuroso (1469 - 1521), re del Portogallo
- Caterina (? - ?).